# تينجا
تينجا أو تينجيس أو طنجة هي ربة من الأساطير الأمازيغة، حسب الأسطورة فإن طنجة هي زوجة البطل الأسطوري عنتي.

## طنجة وعنتي
كانت وظيفة زوجها عنتي هي الدفاع عن أرض الأمازيغ ضد الغزاة الأجانب، ولقد كان بذلك عملاقاً لا يهزم لطالما أمكنه العودة إلى أمه الأرض وبالتالي تجديد قواه. غير أن زوجها سيهزم من طرف بطل الإغريق هرقل بعدما اكتشف سر قوته.

## طنجة وهرقل
بعد أن تم القضاء على عنتي زوج طنجة، بقيت هذه الأخيرة دون زوج فربطت علاقة مع البطل الأسطوري هرقل وقاما معاً بالتجارة. وبذلك أنجبت طنجة بطلاً جديداً لحماية أرض الأمازيغ فكان اسمه صفاقس، وتولى هذا الأخير حماية الأمازيغ كما كان يفعل عنتي.
وحسب الأسطورة فإن صفاقس قام ببناء مدينة طنجة، وسماها بهذا الاسم نسبة إلى أمه طنجة.